# 斯坦威街車站
斯坦威街車站（英語：Steinway Street station）是一個位於紐約地鐵IND皇后林蔭路線的慢車地鐵站，位於百老匯及34街之間的斯坦威街，設有R線（任何時候停站（深夜除外））、E線（僅深夜停站）及M線（僅平日停站）列車服務。

## 車站結構
| G        | 街道層             | 出入口                                                                   |
| M        | 夾層               | 閘機、車站詢問處                                                         |
| P 月台層 | 側式月台，右側開門 | 側式月台，右側開門                                                       |
| P 月台層 | 南行               | 平日往百老匯交匯（36街） · 往95街（36街） · 深夜時往世界貿易中心（36街） |
| P 月台層 | 北行               | （平日） 往森林小丘-71大道（46街） · 深夜時往牙買加中心（46街）          |
| P 月台層 | 側式月台，右側開門 |                                                                          |

此站設有兩個側式月台和兩條軌道。此站以南，快車軌道匯入慢車軌道，路線重新成為四線軌道。

## 外部連結
- 维基共享资源上的相關多媒體資源：斯坦威街車站
- nycsubway.org—IND Queens Boulevard Line: Steinway Street
- Station Reporter — R Train
- Station Reporter — M Train
- The Subway Nut — Steinway Street Pictures （页面存档备份，存于）
- Broadway entrance from Google Maps Street View （页面存档备份，存于）
- 34th Avenue entrance from Google Maps Street View （页面存档备份，存于）
- Platforms from Google Maps Street View